# Касациони суд (Белгија)
Касациони суд (хол. Hof van Cassatie, фр. Cour de cassation) је највиши суд у Краљевини Белгији.
Суд се састоји из три судска вијећа са по 16 судија. Свако судско вијеће се састоји из холандског и француског одјељења. Свако судско вијеће има свог главног судију (предсједника) и по два шефа одјељења за сваку језичку групу. На челу цијелог Касационог суда стоји главни судија који се назива први предсједник.
Жалбе Касационом суду се шаљу само онда када више нема нижег редовног суда за жалбе. Непосредно нижи судови од Касационог суда су Апелациони суд и Радни суд. Касациони суд може само потврдити већ донесене пресуде или их понишитити, али не може доносити нове. У неким случајевима је нејасно да ли неки предмети треба да буду разматрани пред управним или редовним судовима. У оваквим случајевима Касациони суд има одлучујућу ријеч.